# Cássio van den Berg
Cássio van den Berg (1971 – ) é um botânico brasileiro. Mineiro nascido em Lavras, trabalhou extensamente em estudos de filogenia e classificação da subtribo Laeliinae e do gênero Cattleya. Estes estudos resultaram na fusão dos gêneros Cattleya, Laelia (espécies oriundas do Brasil), e Sophronitis. Em Laeliinae, os estudos filogenéticos indicaram a separação da subtribo Ponerinae, e a transferência de Dilomilis e Neocogniauxia para Pleurothallidinae. Trabalha sobretudo com taxonomia de Laeliinae e com outras orquídeas, incluindo Acianthera, Baptistonia, Bulbophyllum, Cattleya, Cymbidium, Encyclia, Galeandra, Isabelia, Pleione. Em 2004, descreveu um novo gênero de Laeliinae da Chapada Diamantina, denominado Adamantinia Van den Berg & C.N.Gonçalves. 
Graduado em Agronomia pela Escola Superior de Agricultura "Luiz de Queiroz"/USP, tem mestrado em Ecologia pela Universidade Estadual de Campinas (1996), E Ph.D em Botânica pelo Royal Botanic Gardens, Kew and the University of Reading (2000). A partir de 2004 foi apontado para o cargo de Professor Titular em Sistemática de Fanerógamas pela Universidade Estadual de Feira de Santana, Bahia, Brasil.

## Linhas de pesquisa
- Sistemática Molecular de Plantas
- Morfometria Tradicional e Geométrica
- Genética de Populações Naturais de Plantas e Filogeografia
- Código-de-barras de DNA
- Sistemática de Orchidaceae

## Espécies descritas por este autor
- Adamantinia miltonioides Van den Berg & C.N.Gonç.
- Encyclia fimbriata C.A.Bastos, Van den Berg & T.E.C.Men.
- Leptotes vellozicola Van den Berg, E.C.Smidt & Marçal
- Prescottia ecuadorensis C.O.Azevedo & Van den Berg
- Stylosanthes maracajuensis Sousa Costa & Van den Berg
- Stylosanthes salina Sousa Costa e Van den Berg
- Stylosanthes vallsii Sousa Costa & Van den Berg.

## Espécies descritas em homenagem a esse autor (Eponímia)
- Alcantarea vandenbergii Versieux
- Cattleya vandenbergii Fraga & Borges
- Hippeastrum vandenbergianum Christenh. & Byng
- Samsonia vandenbergii Chiron

## Publicações selecionadas deste autor
- van den Berg. C. New combinations in the genus Cattleya (Orchidaceae). II. Corrections and combinations for hybrid taxa. Neodiversity 5: 13-17[1]

- van den Berg, C.; Higgins, W. E.; Dressler, R. L.; Whitten, W. M.; Soto-Arenas, M. A.; Chase, M. W. 2009. A phylogenetic study of Laeliinae (Orchidaceae) based on combined nuclear and plastid DNA sequences. Annals of Botany 104: 417-430.[2]

- van den Berg, C. 2008. New combinations in the genus Cattleya (Orchidaceae). Neodiversity 3: 3-12.[3]

- van den Berg, C. ; Smidt, E.C. ; Marçal, S. 2006. Leptotes vellozicola: a new species of Orchidaceae from Bahia, Brazil. Neodiversity 1: 1-5.[4]

- van den Berg, C.; D. H. Goldman, J. V. Freudenstein; A. M. Pridgeon; K. M. Cameron; M. W. Chase. 2005. An overview of the phylogenetic relationships within Epidendroideae (Orchidaceae) inferred from multiple DNA regions and recircumscription of Epidendreae and Arethuseae (Orchidaceae). American Journal of Botany 92(4): 613-624.[5]

- van den Berg, C.; Azevedo, C.O. 2005. Orquídeas. Pages 195-208 In: Juncá, F.; Funch, L.S.; Rocha, W. Biodiversidade e Conservação da Chapada Diamantina. Ministério do Meio Ambiente, Brasília.[6]

- van den Berg, C.; Chase, M.W. 2005. Nomenclatural notes on Laeliinae IV. New combinations in Laelia and Sophronitis. Kew Bulletin 59: 565-567.[7]

- van den Berg, C.; Chase, M. W. 2004. Um novo gênero de Laeliinae do Brasil: Cattleyella Van den Berg & M.W.Chase. Boletim CAOB 52: 99-101.[8]

- van den Berg, C. & Chase, M. W. 2004. A chronological view of Laeliinae taxonomical history. Orchid Digest 68(4): 226-254.[9]

- van den Berg, C. & Chase, M. W. 2004. A reappraisal of Laeliinae: taxonomic history, phylogeny and new generic alliances. Orchid Digest 68(4): 221-226.[10]

- van den Berg, C. & Gonçalves, C. N. 2004. Adamantinia, a new showy genus of Laeliinae from Eastern Brazil. Orchid Digest 68(4): 230-232.[11]

- van den Berg, C. 2003. Considerações sobre as ex-Laelias brasileiras, Sophronitis e outros gêneros. Orchid News 20[12]

- van den Berg, C.; A. Ryan; P. Cribb; M.W. Chase. 2002. Molecular phylogenetics of Cymbidium (Orchidaceae: Maxillarieae): sequence data from Internal Transcribed Spacers (ITS) of nuclear ribosomal DNA and plastid matK. Lindleyana 17(2): 102-111.[13]

- van den Berg, C.; W.E. Higgins; R.L. Dressler; W.M. Whitten; A. Culham; M.W. Chase. 2002. Molecular systematics of Laeliinae (Orchidaceae). In: : J. Clark, W.M. Elliott, G. Tingley and J. Biro (eds.) Proceedings of the 16th World Orchid Conference. (Vancouver, 1999). Vancouver Orchid Society, Vancouver. pp. 170-176.[14]

- van den Berg, C. 2001. Nomenclatural notes on Laeliinae III - Notes on Cattleya and Quisqueya, and a new combination in Prosthechea. Lindleyana 16(3): 142-143.[15]

- van den Berg, C. and M.W. Chase. 2001. Nomenclatural notes on Laeliinae - II. Additional combinations and notes. Lindleyana 16(2): 109-112.[16]

- van den Berg, C., W.E. Higgins, R.L. Dressler, W.M. Whitten, M.A. Soto Arenas, A. Culham and M.W. Chase. 2000. A phylogenetic analysis of Laeliinae (Orchidaceae) based on sequence data from internal transcribed spacers (ITS) of nuclear ribosomal DNA. Lindleyana 15(2): 96-114.[17]

- van den Berg, C. and M.W. Chase. 2000. Nomenclatural notes on Laeliinae - I. Lindleyana 15(2): 115-119.[18]

- van den Berg.C. and P.S. Martins. 1998. Biogeography of Brazilian Cattleyas: geographic distribution, morphological variability, evolutionary and taxonomic consequences. In: Pereira, C.E.B. Proceedings of the 15th World Orchid Conference (Rio de Janeiro, 1996). Naturalia Publications, Turriers, France, pp. 315-320.[19]